# Trentepolia

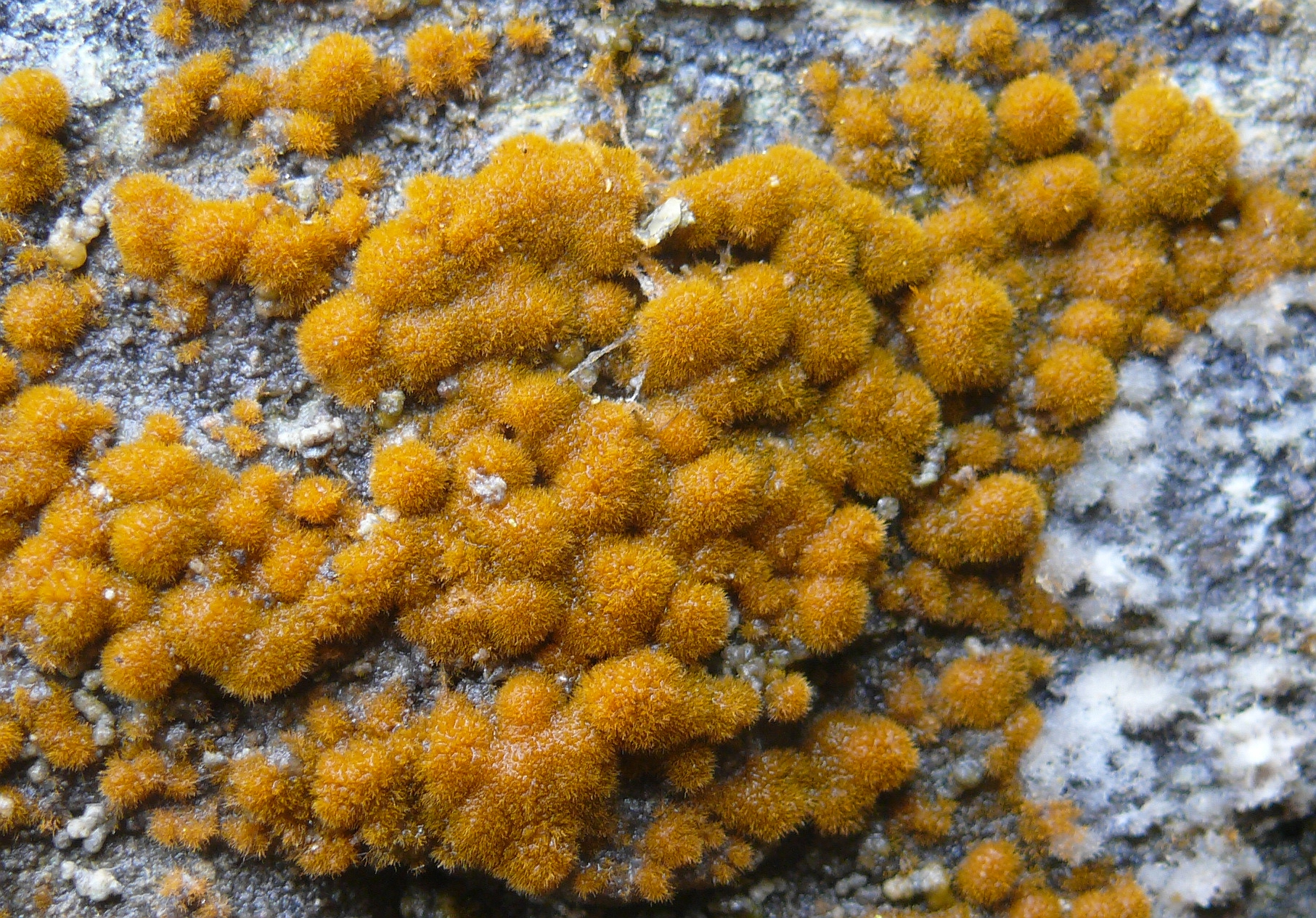
Trentepohlia aurea

Trentepolia (Trentepohlia Mart.) – rodzaj glonów z gromady zielenic. Należy do niego ponad 40 gatunków.

## Morfologia
Wielokomórkowe glony tworzące nitkowatą, rozgałęzioną plechę, ale minimalnie tylko zróżnicowaną. Poszczególne komórki są cylindryczne lub wydłużone, czasami beczkowate, a ich długość jest 2-3 razy większa od szerokości. Zazwyczaj sąsiednie komórki połączone są prostymi plazmodesmami. Chloroplasty bez pirenoidów.
Tylko w początkowym okresie rozwoju są zielone, szybko przyjmują pomarańczową lub rdzawą barwę, spowodowaną dużą ilością karotenów, które maskują zielony chlorofil. W rozmnażaniu występuje izomorficzna przemiana pokoleń.

## Występowanie i siedlisko
Są szeroko rozprzestrzenione na świecie. Rozwijają się na powierzchni kamieni, drewna, liści, łodyg, owoców i pniach drzew. Co najmniej jeden z gatunków występuje w słabo oświetlonych jaskiniach. Należą do grupy aerofitów. W zasadzie obojętny jest im rodzaj podłoża, na którym się rozwijają – ważne jest natomiast, by nadmiernie nie wysychało. Z tego też powodu na pniach drzew z reguły osiadają po północnej stronie, gdzie nie są tak narażone na wysuszające działanie słońca. Są cieniolubne, jednak, jak wszystkie rośliny samożywne, potrzebują światła do swojego rozwoju, stąd też występują na drzewach w miejscach raczej świetlistych.
Wiele z gatunków rodzaju Trentepohlia współżyje z grzybami, tworząc porosty, należące np. do rodzajów Graphis, Graphina, Gyalecta, Opegrapha. Są to tzw. glony protokokkoidalne. Trentepohlia w związkach z porostami jest fotobiontem. Traci swoją pierwotną, nitkowatą strukturę i pod wpływem działalności mykobionta rozpada się na pojedyncze, kuliste komórki, w pełni oplecione i kontrolowane przez symbiotycznego grzyba.
Przez laików porastające drzewa glony Trentepohlia często i błędnie uważane są za porosty lub zmiany na korze drzew spowodowane zanieczyszczeniami powietrza. Według opracowań jednego z indyjskich instytutów botaniki to właśnie glony z rodzaju Trentepohlia były przyczyną czerwonego deszczu w Kerali, jaki spadł w Indiach rankiem 25 lipca 2001.

## Niektóre gatunki
- Trentepohlia abietina (Flotow) Hansgrig
- Trentepohlia aurea (L.) CFP Martius
- Trentepohlia calamicola (Zell.) De Toni i Levi
- Trentepohlia effusa (Kremp.) Hariot
- Trentepohlia iolithus L.
- Trentepohlia lagenifera (Hildebr.) Wille
- Trentepohlia odorata (Eiggers) Wittr.
- Trentepohlia umbrina (Kützing) Bornet, 1873

(według Marinespecies)